# Nebeska Srbija
Nebeska Srbija je jedan od ključnih mitova srpske nacionalne mitologije. Nebeska Srbija predstavlja neku vrstu nebeskog carstva u koje nakon smrti odlaze pobožni Srbi. Prema vjerovanju srpskog mita o Kosovu, osobe koje su dali život za vjeru i za Kosovo postaju stanovnicima nebeske Srbije.
Mit o "nebeskoj Srbiji" nastao je kao objašnjenje srpskog vojnog poraza u bitci na Kosovu 1389. godine i gubitka srpske državnosti, tako što su Srbi navodno izabrali duhovno spasenje umjesto vojne pobjede. Naglašavajući posvećenost nebeskom carstvu i obećavajući moguću kasniju obnovu srpskog carstva, ovaj mit je pomogao Srbima da trpe višestoljetnu vladavinu stranih sila. Kada su Srbi uspjeli ponovno povratiti državnost u 19. stoljeću, zadržavaju ovaj mit i pretvaraju ga u politiku superiornosti nad svojim susjedima. Ovaj osjećaj superiornosti pretvorio se u vjeru da su Srbi predodređeni kao dominantna sila na Balkanu. Mit nebeske Srbije koristili su razni političari, kler, povjesničari, umjetnici, pjesnici i pisci i široko je prihvaćen u Srbiji.
Prema srpskoj političkoj mitologiji, nakon Drugog svjetskog rata Nebeska Srbija postaje najveća nebeska država, a Jasenovac najveći srpski grad pod zemljom.
Sintagmu o "Srbima kao nebeskom narodu" smislio je Jovan Rašković da pokaže kako postoje samo dva stradalnička naroda, Židovi i Srbi. U proglašavanju Srba „nebeskim narodom“ neki vide korijen rasizma.